# Erich Randt
Erich Randt (né le 17 mai 1887 à Neu Paleschken, province de Prusse-Occidentale et mort le 6 mai 1948 à Berlin) est un archiviste et historien allemand.

## Biographie
Après des études d'histoire, de philologie et de droit aux universités de Breslau et à l'université de Königsberg, Randt effectue le service préparatoire au service des archives de 1912 à 1914 et commence son travail d'archiviste en 1914 aux Archives de l'État de Breslau. Au début de la Première Guerre mondiale, il fait son service militaire et en 1916, il est fait prisonnier par les Britanniques. Après avoir été libéré de trois ans d'emprisonnement, il se rend aux Archives d'État secrètes (de) à Berlin au début de 1920 et de nouveau aux archives d'État de Breslau la même année. En 1930, Randt reprend la direction des Archives d'État de Stettin, d'où il passe de nouveau à Breslau en 1935 en tant que directeur des Archives d'État.
De 1939 à 1944, pendant la Seconde Guerre mondiale, il est directeur des archives d'État au gouvernement général de Cracovie, où il bénéficie du fait qu'il parle couramment le polonais. En 1944, Randt retourne aux Archives secrètes d'État de Prusse à Berlin-Dahlem, dont il est le (dernier) directeur et où il est nommé directeur général adjoint des Archives d'État en avril 1945.
Après la fin de la guerre, il est licencié du service des archives en juin 1945 et obligé de travailler comme ouvrier du bâtiment. En avril 1947, il est nommé représentant de la mission militaire polonaise à Berlin pour les questions d'archives de l'Est et travaille en étroite collaboration avec le directeur des archives centrales polonaises des archives historiques dans le cadre de sa mission de restitution.

## Activité scientifique
Randt obtient son doctorat summa cum laude de l'Université de Königsberg en 1912 avec une thèse sur les mennonites en Prusse-Orientale et en Lituanie. En tant que directeur des Archives d'État de Stettin, il est président de la Société d'histoire et d'archéologie de Poméranie et membre du conseil d'administration de la Commission historique de Poméranie. Dès 1930, il a été nommé membre honoraire de l'Association d'histoire de la Silésie (de) et après avoir repris ses activités à Breslau en 1935, il devient président et rédacteur en chef de cette association. Il est également le deuxième président de la Commission historique de Silésie (de), chef du centre consultatif des archives pour toute la Silésie et chef du bureau d'État silésien pour la recherche d'après-guerre. En 1938, son ouvrage "Les anciens registres d'état civil de Silésie" est publié par l'Association pour l'histoire de la Silésie, qui est toujours considéré comme l'ouvrage de référence sur l'inventaire des registres d'églises en Silésie à cette époque. Il prend une part active à l'Ostforschung. Son travail à la tête du système d'archives en Pologne occupée est parfois considéré de manière critique, car les principes archivistiques (principe de provenance) sont ignorés pour des raisons politiques. En février 1947, cependant, la mission militaire polonaise à Berlin atteste qu'il s'est laissé guider dans son travail officiel de chef de l'administration des archives du gouvernement général par des points de vue factuels et non par des points de vue politiques et policiers. Dans le cadre des tâches qui lui sont alors confiées pour traiter des questions d'archives en Orient, il apporte une aide considérable aux archivistes polonais dans leur recherche des documents d'archives qui ont été évacués.

## Travaux
- Les mennonites en Prusse orientale. Dissertation, Koenigsberg 1912.
- Nouvelles sources de connaissance de l'origine nationale de la noblesse de Haute-Silésie. In : Du passé et du présent de la Haute-Silésie. Numéro 1, Gleiwitz 1922, p. 1-23.
- Regests sur l'histoire de la Silésie. Partie 6 : 1338–1342. Dans : Codex diplomaticus Silesiae (de) . Tome 30, 1930.
- Relations frontalières des Silésiens Piasts Duc Henri Ier et Duc Henri II avec le Duc Barnim Ier de Poméranie-Stettin et le diocèse de Kammin. Dans : Journal de l'Association pour l'Histoire de la Silésie. n° 65, 1931, p. 183-204.
- Recherches historiques polonaises récentes sur les relations politiques de la Poméranie occidentale avec la Pologne à l'époque de l'empereur Otton le Grand. Gdańsk 1932.
- Problèmes frontaliers à l'Est. Dans : Jahresberichte für deutsche Geschichte (de) . n° 8, 1932, pages 564-575.
- Karl-Robert Klempin . Dans : Adolf Hofmeister, Erich Randt et Martin Wehrmann (eds. ): Pommersche Lebensbilder . Volume I, Stettin 1934, p. 176–189.
- Les anciens registres d'état civil de Silésie. Gorlitz 1938.
- Rapport annuel pour 1935 et 1936. Dans : Journal de l'Association pour l'Histoire de la Silésie. n° 71, 1938, pages 410-419.
- En mémoire du duc Henri Ier de Silésie. In: Patrie silésienne. n° 3, 1938, p. 91-96.
- Histoire politique de la Silésie jusqu'en 1327. Dans : Hermann Aubin (de) (éd. ): Histoire de la Silésie. Breslau 1938, p. 63–153.
- Rapport annuel pour 1937 et 1938. Dans : Journal de l'Association pour l'Histoire de la Silésie. n° 72, 1939, p. 359-367.
- L'organisation de la maintenance des archives en Silésie et les expériences faites avec elle jusqu'à présent. Dans : Archivalische Zeitschrift (de). n° 45, 1939, p. 187-201.
- Entretien des archives silésiennes 1935-1939. Dans : Gazettes historiques de Silésie. 1939, p. 73–86.
- Développement de l'administration allemande des archives au sein du gouvernement général. Dans : Bulletin de l'administration des archives prussiennes. n° 6, 1941, p. 125-139.
- Les archives du gouvernement général. Dans : Le Château. Revue trimestrielle de l'Institut du travail allemand en Orient. n° 1, 1941, p. 25-55 ; idem. n° 2, 1941, p. 51-91.
- Sources d'archives sur l'histoire de la germanité dans le gouvernement général. In : Lutte allemande à l'Est. Exposition de littérature et de documents dans le Gouvernement Général. Cracovie 1941, pp. 12–17.
- Création des collections d'histoire contemporaine dans les archives de l'État. Dans : Bulletin de l'administration des archives prussiennes. n° 7, 1942, p. 159-163.
- Examen des travaux antérieurs de l'administration allemande des archives au sein du gouvernement général. Dans : Bulletin de l'administration des archives prussiennes. Volume 8, n° 11, 1943, pages 165-174.